# Football League Championship 2021-2022
La Football League Championship 2021-2022 è stata la 119ª edizione del campionato inglese di calcio di seconda divisione, la trentunesima con i play-off e a 24 squadre. La regular season, cominciata il 6 agosto 2021 ed è terminata il 17 maggio 2022, a cui è seguita la fase finale che si è conclusa con la finale dei play-off.

## Avvenimenti

### Cambiamenti di squadra dalla scorsa stagione

#### Dalla Championship
Promosse in Premier League
- Norwich City
- Watford
- Brentford

Retrocesse in League One
- Wycombe
- Rotherham Utd
- Sheffield Weds

#### In Championship
Retrocesse dalla Premier League
- Fulham
- West Bromwich
- Sheffield Utd

Promosse dalla League One
- Hull City
- Peterborough Utd
- Blackpool

## Squadre partecipanti
| Squadra           | Stagione | Città                         | Stadio               | Stagione precedente                                 |
| ----------------- | -------- | ----------------------------- | -------------------- | --------------------------------------------------- |
| Barnsley          | dettagli | Barnsley                      | Oakwell Stadium      | 5° in Football League Championship                  |
| Birmingham City   | dettagli | Birmingham                    | St Andrew's Stadium  | 18° in Football League Championship                 |
| Blackburn         | dettagli | Blackburn                     | Ewood Park           | 15° in Football League Championship                 |
| Blackpool         | dettagli | Blackpool                     | Bloomfield Road      | 3° in Football League One, promosso dopo i play-off |
| Bournemouth       | dettagli | Bournemouth                   | Dean Court           | 6° in Football League Championship                  |
| Bristol City      | dettagli | Bristol                       | Ashton Gate Stadium  | 19° in Football League Championship                 |
| Cardiff City      | dettagli | Cardiff                       | Cardiff City Stadium | 8° in Football League Championship                  |
| Coventry City     | dettagli | Coventry                      | Ricoh Arena          | 16° in Football League Championship                 |
| Derby County      | dettagli | Derby                         | Pride Park Stadium   | 21° in Football League Championship                 |
| Fulham            | dettagli | Londra (Hammersmith e Fulham) | Craven Cottage       | 18° in Premier League, retrocesso                   |
| Huddersfield Town | dettagli | Huddersfield                  | John Smith's Stadium | 20° in Football League Championship                 |
| Hull City         | dettagli | Kingston upon Hull            | KCOM Stadium         | 1° in Football League One, promosso                 |
| Luton Town        | dettagli | Luton                         | Kenilworth Road      | 12° in Football League Championship                 |
| Middlesbrough     | dettagli | Middlesbrough                 | Riverside Stadium    | 10° in Football League Championship                 |
| Millwall          | dettagli | Londra (Bermondsey)           | The Den              | 11° in Football League Championship                 |
| Nottingham Forest | dettagli | Nottingham                    | City Ground          | 17° in Football League Championship                 |
| Peterborough Utd  | dettagli | Peterborough                  | London Road Stadium  | 2° in Football League One, promosso                 |
| Preston N.E.      | dettagli | Preston                       | Deepdale             | 13° in Football League Championship                 |
| QPR               | dettagli | Londra (White City)           | Loftus Road          | 9° in Football League Championship                  |
| Reading           | dettagli | Reading                       | Madejski Stadium     | 7° in Football League Championship                  |
| Sheffield Utd     | dettagli | Sheffield                     | Bramall Lane         | 20° in Premier League, retrocesso                   |
| Stoke City        | dettagli | Stoke-on-Trent                | Bet365 Stadium       | 14° in Football League Championship                 |
| Swansea City      | dettagli | Swansea                       | Liberty Stadium      | 4° in Football League Championship                  |
| West Bromwich     | dettagli | West Bromwich                 | The Hawthorns        | 19° in Premier League, retrocesso                   |

### Allenatori e primatisti
Aggiornata al 21 aprile 2022
| Squadra              | Allenatore                                                           | Più presente | Cannoniere                                        |
| -------------------- | -------------------------------------------------------------------- | ------------ | ------------------------------------------------- |
| Barnsley             | Markus Schopp (1ª-15ª)) Joseph Laumann (16ª-17ª) Poya Asbaghi (18ª-) | -            | Carlton Morris (7)                                |
| Birmingham City      | Lee Bowyer                                                           | -            | Scott Hogan (10)                                  |
| Blackburn Rovers     | Tony Mowbray                                                         | -            | Ben Brereton (21)                                 |
| Blackpool            | Neil Critchley                                                       | -            | Shayne Lavery (8) Gary Madine (8) Jerry Yates (8) |
| Bournemouth          | Scott Parker                                                         | -            | Dominik Solanke (26)                              |
| Bristol City         | Nigel Pearson                                                        | -            | Andreas Weimann (19)                              |
| Cardiff City         | Mick McCarthy (1ª-14ª) Steve Morison (15ª-)                          | -            | Aden Flint (6)                                    |
| Coventry City        | Mark Robins                                                          | -            | Viktor Gyökeres (15)                              |
| Derby County         | Wayne Rooney                                                         | -            | Tom Lawrence (11)                                 |
| Fulham               | Marco Silva                                                          | -            | Aleksandar Mitrović (43)                          |
| Huddersfield Town    | Carlos Corberán                                                      | -            | Danny Ward (13)                                   |
| Hull City            | Grant McCann (1ª-28ª) Shota Arveladze (29ª-)                         | -            | Keane Lewis-Potter (9)                            |
| Luton Town           | Nathan Jones                                                         | -            | Elijah Adebayo (15)                               |
| Middlesbrough        | Neil Warnock (1ª-17ª) Chris Wilder (18ª-)                            | -            | Andraž Šporar (8)                                 |
| Millwall             | Gary Rowett                                                          | -            | Benik Afobe (10)                                  |
| Nottingham Forest    | Chris Hughton (1ª-7ª) Steven Reid (8ª) Steve Cooper (9ª-)            | -            | Brennan Johnson (15)                              |
| Peterborough United  | Darren Ferguson (1ª-21ª) Grant McCann (20ª-)                         | -            | Jonson Clarke-Harris (11)                         |
| Preston North End    | Frankie McAvoy (1ª-21ª) Ryan Lowe (22ª-)                             | -            | Emil Riis (13)                                    |
| Queens Park Rangers  | Mark Warburton                                                       | -            | Andre Gray (9)                                    |
| Reading              | Veljko Paunović (1ª-33ª) Paul Ince e Michael Gilkes (34ª-)           | -            | John Swift (11)                                   |
| Sheffield United     | Slaviša Jokanović (1ª-19ª) Paul Heckingbottom (20ª-)                 | -            | Billy Sharp (14)                                  |
| Stoke City           | Michael O'Neill                                                      | -            | Jacob Brown (12)                                  |
| Swansea City         | Russell Martin                                                       | -            | Joël Piroe (20)                                   |
| West Bromwich Albion | Valérien Ismaël (1ª-29ª) Steve Bruce (30ª-)                          | -            | Karlan Grant (15)                                 |

## Classifica finale
Aggiornato al 7 maggio 2022.
|  | Pos. | Squadra            | Pt | G  | V  | N  | P  | GF  | GS | DR  |
|  | ---- | ------------------ | -- | -- | -- | -- | -- | --- | -- | --- |
|  | 1.   | Fulham             | 90 | 46 | 27 | 9  | 10 | 106 | 43 | +63 |
|  | 2.   | Bournemouth        | 88 | 46 | 25 | 13 | 8  | 74  | 39 | +35 |
|  | 3.   | Huddersfield Town  | 82 | 46 | 23 | 13 | 10 | 64  | 47 | +17 |
|  | 4.   | Nottingham Forest  | 80 | 46 | 23 | 11 | 12 | 73  | 40 | +33 |
|  | 5.   | Sheffield Utd      | 75 | 46 | 21 | 12 | 13 | 63  | 45 | +18 |
|  | 6.   | Luton Town         | 75 | 46 | 21 | 12 | 13 | 63  | 55 | +8  |
|  | 7.   | Middlesbrough      | 70 | 46 | 20 | 10 | 16 | 59  | 50 | +9  |
|  | 8.   | Blackburn          | 69 | 46 | 19 | 12 | 15 | 59  | 50 | +9  |
|  | 9.   | Millwall           | 69 | 46 | 18 | 15 | 13 | 53  | 45 | +8  |
|  | 10.  | West Bromwich      | 67 | 46 | 18 | 13 | 15 | 52  | 45 | +7  |
|  | 11.  | QPR                | 66 | 46 | 19 | 9  | 18 | 60  | 59 | +1  |
|  | 12.  | Coventry City      | 64 | 46 | 17 | 13 | 16 | 60  | 59 | +1  |
|  | 13.  | Preston N.E.       | 64 | 46 | 16 | 16 | 14 | 52  | 56 | -4  |
|  | 14.  | Stoke City         | 62 | 46 | 17 | 11 | 18 | 57  | 52 | +5  |
|  | 15.  | Swansea City       | 61 | 46 | 16 | 13 | 17 | 58  | 68 | -10 |
|  | 16.  | Blackpool          | 60 | 46 | 16 | 12 | 18 | 54  | 58 | -4  |
|  | 17.  | Bristol City       | 55 | 46 | 15 | 10 | 21 | 62  | 77 | -15 |
|  | 18.  | Cardiff City       | 53 | 46 | 15 | 8  | 23 | 50  | 68 | -18 |
|  | 19.  | Hull City          | 51 | 46 | 14 | 9  | 23 | 41  | 54 | -13 |
|  | 20.  | Birmingham City    | 47 | 46 | 11 | 14 | 21 | 50  | 75 | -25 |
|  | 21.  | Reading (-6)       | 41 | 46 | 13 | 8  | 25 | 54  | 87 | -33 |
|  | 22.  | Peterborough Utd   | 37 | 46 | 9  | 10 | 27 | 43  | 87 | -44 |
|  | 23.  | Derby County (-21) | 34 | 46 | 14 | 13 | 19 | 45  | 53 | -8  |
|  | 24.  | Barnsley           | 30 | 46 | 6  | 12 | 28 | 33  | 73 | -40 |

Legenda:
      Promosso in Premier League 2022-2023.
   Ammesse ai play-off per un posto in Premier League 2022-2023.
      Retrocesso in Football League One 2022-2023.
Regolamento:
Tre punti a vittoria, uno a pareggio, zero a sconfitta.
In caso di arrivo di due o più squadre a pari punti, la graduatoria verrà stilata secondo i seguenti criteri:
- differenza reti
- maggior numero di gol segnati
- classifica avulsa
- maggior numero di vittorie
- maggior numero di gol segnati in trasferta
- fair play
- spareggio

Note:
Il Derby County ha scontato 21 punti di penalizzazione.
Il Reading ha scontato 6 punti di penalizzazione.

## Play-off
Tabellone
|  | Semifinali | Semifinali        | Semifinali | Semifinali | Semifinali |  |  | Finale | Finale            | Finale |  |
|  |            |                   |            |            |            |  |  |        |                   |        |  |
|  | 6          | Luton Town        | 1          | 0          | 1          |  |  |        |                   |        |  |
|  | 3          | Huddersfield Town | 1          | 1          | 2          |  |  | 3      | Huddersfield Town | 0      |  |
|  | 5          | Sheffield Utd     | 1          | 2          | 3(2)       |  |  | 4      | Nottingham Forest | 1      |  |
|  | 4          | Nottingham Forest | 2          | 1          | 3(3)       |  |  |        |                   |        |  |

### Semifinali
| Squadra 1     | Totale          | Squadra 2         | Andata | Ritorno |
| ------------- | --------------- | ----------------- | ------ | ------- |
| Luton Town    | 1 - 2           | Huddersfield Town | 1 - 1  | 0 - 1   |
| Sheffield Utd | 3 - 3 (2-3 dtr) | Nottingham Forest | 1 - 2  | 2 - 1   |

### Finale
| Arbitro: | Jonathan Moss |

|  |           |                    |
|  | Marcatori | 43’ (aut.) Colwill |

## Statistiche

### Individuali

#### Classifica marcatori
Aggiornata al 3 maggio 2022.
| Gol |  |  | Giocatore           | Squadra           |
| --- |  |  | ------------------- | ----------------- |
| 43  |  |  | Aleksandar Mitrović | Fulham            |
| 26  |  |  | Dominic Solanke     | Bournemouth       |
| 21  |  |  | Ben Brereton        | Blackburn Rovers  |
| 20  |  |  | Joël Piroe          | Swansea City      |
| 20  |  |  | Andreas Weimann     | Bristol City      |
| 16  |  |  | Elijah Adebayo      | Luton Town        |
| 15  |  |  | Brennan Johnson     | Nottingham Forest |
| 15  |  |  | Karlan Grant        | West Bromwich     |
| 15  |  |  | Viktor Gyökeres     | Coventry City     |
| 14  |  |  | Billy Sharp         | Sheffield United  |
| 13  |  |  | Emil Riis Jakobsen  | Preston North End |
| 13  |  |  | Danny Ward          | Huddersfield Town |